# Borhene Dhaouadi
Pour les articles homonymes, voir Dhaouadi.
 (janvier 2021).
Borhene Dhaouadi (arabe : برهان الذوادي), né le 1er mars 1980 à Bizerte,, est un architecte et urbaniste franco-tunisien. Il dirige l'association Tunisian Smart Cities et dirige le bureau smart city à l'Institut tunisien des études stratégiques.

## Biographie
Titulaire d'un diplôme professionnel d'études en charpenterie marine et architecture à l'École nationale supérieure d'architecture de Marseille et d'un master professionnel en immobilier et politiques urbaines à Euromed Management,, il rejoint en 2008 le groupe Coplan Ingénierie comme chef de projet au travers de sa filiale RTA puis fonde l'année suivante, avec Renaud et Bernard Tarrazi, le Groupement DTA,. Basé à Zarzouna, celui-ci travaille notamment sur l'autoroute A1 dite « autoroute de l'avenir » et le train express régional à Dakar, ainsi que l'aéroport de Port-Gentil.
En 2011,, il fonde l'association Bizerte 2050 qui vise à faire de sa ville natale la première smart city tunisienne. En 2017, il lance le programme Bizerte Smart City,, que son association pilote.
En avril 2019, il crée avec ses partenaires le programme Tunisian Smart Cities qui vise notamment à faire de la Tunisie le plus grand laboratoire smart city en Afrique, et prend la tête de l'association homonyme. La caravane nationale des villes intelligentes et durables est alors lancée pour sensibiliser la société civile et les parties prenantes dans les régions à cette question.
Il est aussi le directeur du bureau smart city à l'Institut tunisien des études stratégiques.